# Bydgoskie Bractwo Kurkowe

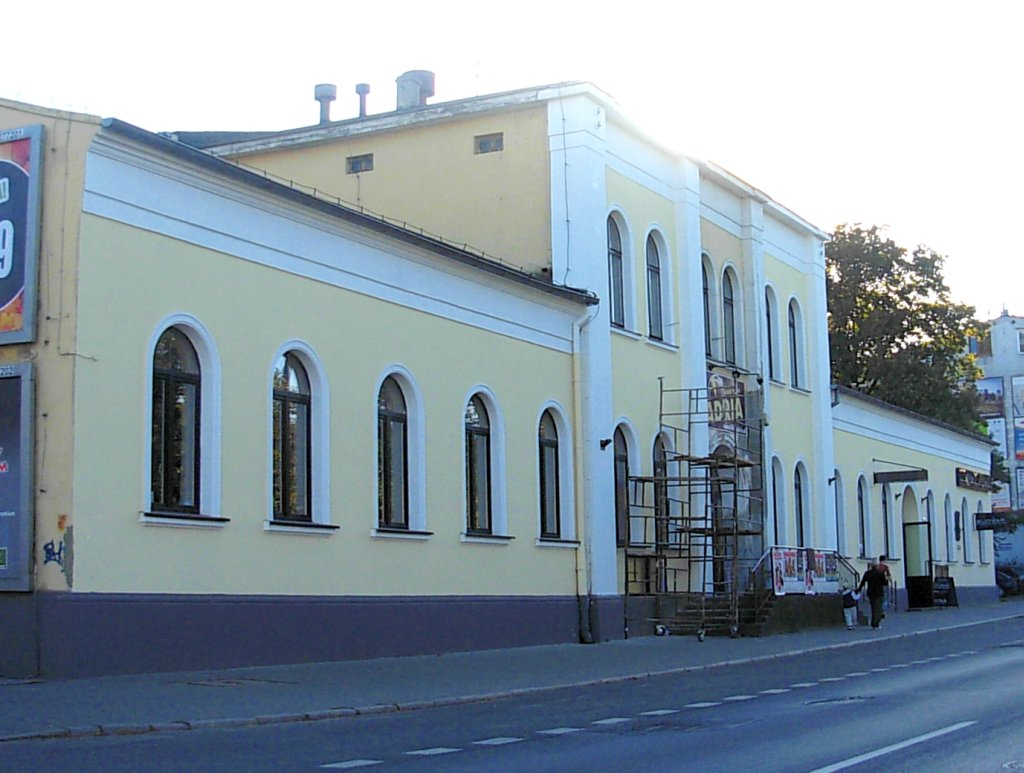
Dom towarzyski bydgoskiego Bractwa Kurkowego przy ul. Toruńskiej 30. Dla celów Towarzystwa był użytkowany w latach 1865–1939. Na jego zapleczu znajdował się rozległy ogród, strzelnica, teatr letni

Bydgoskie Bractwo Kurkowe – organizacja kurkowa, istniejąca od XV w. w Bydgoszczy, początkowo funkcjonująca jako paramilitarna organizacja cechowa, dzisiaj prowadząca przede wszystkim działalność o charakterze społecznym.
Największą rolę Bydgoskie Bractwo Kurkowe spełniało w okresie staropolskim, gdy stanowiło formę szkolenia bojowego ogółu mieszczan i mogło być użyte do obrony miasta przed nieprzyjacielem. W okresie zaboru pruskiego przekształciło w organizację wojskowo-policyjną o charakterze niemieckim. W dwudziestoleciu międzywojennym pozostało organizacją elitarną, pełniącą funkcje reprezentacyjne i towarzyskie.

## Historia

### Okres staropolski 1495-1772
Warunki do założenia bractwa strzeleckiego zaistniały w Bydgoszczy w XV wieku, po utrwaleniu samorządu miejskiego, budowie umocnień obronnych, rozwoju rzemiosła i handlu oraz powstaniu patrycjatu. Pierwsze dowody na istnienie bractwa pochodzą z 1495 r. i zawarte są w kronice Wojciecha Łochowskiego. Stwierdza ono, że organizację oparto na wilkierzu łuczników poznańskich.
Używana często nazwa bractwa kurkowego urobiona została od kura, który umieszczony na wysokiej żerdzi, stanowił cel dla strzelających łuczników, a jego strącenie oznaczało zakończenie zawodów i ogłoszenie zwycięzcy tzw. „króla kurkowego”. Bractwo bydgoskie miało charakter elitarny, patrycjuszowski co było typowe dla większości ziem polskich (tylko na Śląsku bractwa kurkowe miały powszechny charakter). Główną funkcją społeczną tej organizacji było upowszechnianie wśród mieszczan umiejętności posługiwania się bronią, a w razie potrzeby czynna obrona miasta.
Z okresu staropolskiego zachowały się trzy oryginalne przywileje królewskie i Księga Królów Kurkowych z okresu 1682–1774 – jedna z nielicznych, jakie zachowały się w Polsce. Pierwszym zachowanym źródłem pisanym jest dyplom z 2 czerwca 1523 r., wydany przez burmistrza i radę miejską Bydgoszczy, który zwalniał króla kurkowego od wszelkich danin, podatków, ciężarów i posług miejskich. W późniejszych czasach uprzywilejowanie króla kurkowego uległo poszerzeniom, pochodzącym z nadań królewskich oraz starościńskich. Z wzmianek w księdze ławniczej Bydgoszczy wynika, że po pomyślnej działalności bractwa w XVI w. nastąpiło zmniejszenie jego aktywności w I połowie XVII w. związane z grabieżami i niszczeniem miasta, epidemiami i powodziami. Bractwo na prośbę magistratu i pospólstwa reaktywował w 1652 r. starosta bydgoski Zygmunt Denhoff. Członkowie bractwa w kwietniu 1656 r. pomogli żołnierzom polskim wedrzeć się do miasta opanowanemu wcześniej przez Szwedów.
26 października 1680 r. król Jan III Sobieski na prośbę magistratu wydał dokument pozwalający na wznowienie działalności bractwa kurkowego, polecając wzorować wilkierz na statucie chełmińskim. Przychylnie do sprawy odnosili się starostowie bydgoscy. Drugi konsens po Zygmuncie Denhoffie wystawił w dniu 5 czerwca 1682 r. Jan Wolff zwalniając w nim również przyszłego króla kurkowego od miar słodowych i podatków w naturze, jakie należały się starostwu. Zwolnienie to potwierdził w 1689 r. następny starosta – Franciszek Zygmunt Gałecki. Jak wskazuje Księga Królów Kurkowych, bractwo faktycznie wznowiło swą działalność w 1682 r. Z tego okresu pochodzi też klejnot bracki, będący dziełem bydgoskiej sztuki jubilerskiej XVII w. Jest to srebrny orzeł w pozłacanej koronie. Na gałęzi przy prawym pazurze znajduje się złocona tarcza na srebrnej blaszce z herbem miasta Bydgoszczy. Na piersi orła widnieje ozdobny herb Grzymała na złoconej blasze. W 1682 r. do bractwa należało 29 członków. Należeli do niego: burmistrz, wójt, pisarz miejski oraz bogaci rzemieślnicy i kupcy bydgoscy. W 1691 r. zatwierdzono nowy wilkierz, oparty na wzorach chełmińskich, a 16 czerwca 1692 r. Jan III Sobieski wystawił dla bractwa przywilej, zwalniając króla kurkowego od wszelkich ciężarów miejskich.
W bydgoskim bractwie warunki przynależności były wygórowane, możliwe do spełnienia przez ludzi zamożnych, mogących się wykazać nienaganną opinią. Kościołem macierzystym bractwa była fara bydgoska, a za patrona obrano sobie Trójcę Świętą. Zebrania odbywały się trzy razy do roku. W bractwie kurkowym obowiązywała surowa dyscyplina. Równocześnie dbano jednak o przyjazne stosunki między członkami i o wzajemne udzielanie w razie potrzeby pomocy. Członkowie byli zobowiązani w uczestnictwie w obrzędach kościelnych i świeckich (powitania dostojników przybywających do miasta) oraz pogrzebach braci.
Główne zawody strzeleckie rozpoczynały się w środę po Zielonych Świątkach i trwały trzy dni. Wyjście z miasta na strzelnicę odbywało się w formie uroczystej procesji, na czele której kroczył chorąży, niosący sztandar bracki, zaś klejnot bracki dzierżył król kurkowy. Strzelanie rozpoczynał starosta (strzał honorowy, bez udziału w zawodach), następnie burmistrz i kolejno członkowie bractwa według hierarchii. Kto trzykrotnie trafił w herb tarczy, zostawał królem kurkowym, otrzymując jako nagrodę przechodnią srebrnego kura. Trzykrotne kolejne zwycięstwo w zawodach tego samego strzelca pociągało za sobą dożywotnią wolność od wszelkich obowiązków wobec miasta oraz otrzymanie na własność klejnotu brackiego. Doroczny król zobowiązany był wystawić ucztę, sprawić bractwu klejnot oraz nową tarczę.
W księdze bydgoskich królów kurkowych istnieje luka w latach 1704–1719, kiedy miasto zostało wyludnione, wskutek zaraz, pożarów i ciągłego stacjonowania wojsk (Sasi, Rosjanie, Szwedzi). W 1719 r. na prośbę wójta bydgoskiego, Wolfa Henryka de Baudissin, bractwo zwróciło się do króla Augusta III i otrzymało nowy przywilej (7 marca 1720), zaś kolejny w 1745 r. Przyjmuje się, że w okresie staropolskim bractwo kurkowe w Bydgoszczy liczyło 30-50 osób. Wielu królów kurkowych, w krótki czas po zwycięstwie zostawało prezydentami miasta. Niektórzy bracia byli królami 3-4 razy, jednak w żadnym wypadku przez trzy kolejne lata.
Strzelnica bydgoska tzw. celestat, w XV–XVI wieku znajdowała się na północ od murów miasta (przy drodze do Myślęcinka, za kościołem karmelitów). Była ona kilkakrotnie niszczona przez żołnierzy (1577-1579, 1619), wielokrotnie odbudowywana. Począwszy od 1682 r. miejscem zawodów i nauki strzelania było Przedmieście Kujawskie. Strzelnica tam usytuowana była wystawiona i utrzymywana przez radę miasta. Znajdowała się w dużym ogrodzie i posiadała budynek, w którym prowadzono wyszynk piwa. W odróżnieniu od innych bractw, np. lwowskiego, w Bydgoszczy nie było obowiązku nauki strzelania dla wszystkich mieszczan. Kto chciał nauczyć się strzelania, za opłatą korzystał z broni będącej własnością bractwa. Nauka strzelania miała miejsce od Wielkanocy do Zielonych Świąt, 3 dni tygodniowo.
Każdorazowy król kurkowy miał obowiązek opiekowania się skarbem brackim. Do skarbu tego należały klejnoty i herby, sztandar, dokumenty i gotówka, a przede wszystkim łańcuch króla kurkowego z kurem lub orłem. Do tradycji należało, że każdorazowy zwycięzca wieszał na łańcuchu swój klejnot (medal). W 1631 r. skarb zawierał około 40 klejnotów, na których grawerowano różnego rodzaju sentencje. Pierwszy sprawił go bractwu w 1505 r. starosta bydgoski Stanisław Kościelecki, na którym umieścił herb Kościeleckich – Ogończyk i własne inicjały. Większość znanych z inwentarza klejnotów pochodzi z darów mieszczan bydgoskich, m.in. Marcina Orłowity. Do czasów dzisiejszych przetrwał najcenniejszy zabytek, jakim jest srebrno-złoty orzeł z II połowy XVII w. (nagroda przechodnia królów kurkowych), przechowywany obecnie w Muzeum Okręgowym im. L. Wyczółkowskiego w Bydgoszczy.

### Okres pruski 1772–1920
Po przejściu Bydgoszczy w wyniku I rozbioru Polski w granice Królestwa Prus, bractwo rozpoczęło działalność w 1774 r. Królem kurkowym został wtedy Józef Kozierkiewicz. Jednak w następnych latach Prusacy nie pozwolili bractwu na kontynuację działalności bez uzyskania przywileju od króla pruskiego. Dopiero w 1788 r. król Fryderyk Wilhelm II zatwierdził dawne przywileje bractwa i poszerzył je o prawo do wolnego warzenia piwa. Przywilej przeznaczony był w jednakowej mierze dla Niemców i Polaków. Nowe statuty opracowane w 1789 r. w sprawach zasadniczych nie różniły się od wilkierzy polskich, wprowadzono jednakże kilka nowości, np. dopuszczenie protestantów do władz bractwa.
Bractwo w okresie pruskim przez pewien czas było jeszcze stowarzyszeniem polsko-niemieckim, potem jednakże zaczęli przeważać Niemcy. W 1789 r. uzyskano zezwolenie na strzelanie podczas dorocznych uroczystości w imieniu książąt Hohenzollernów, ci zaś odwdzięczali się przesyłając bractwu różne dary (pieniądze, puchary, medale, sztandary). Począwszy od 1790 r. trwał spór o przywileje króla kurkowego, gdyż Kamera Wojenna i Domenalna zniosła jego zwolnienia od podatków miejskich. Dopiero w 1817 r. ustalono, że król kurkowy otrzyma zamiast zwolnienia od ciężarów rocznie 33 talary i 10 groszy, a ponadto zwolniony będzie od kwaterunku.
W 1789 r. Bractwo Kurkowe wydzierżawiło ogród na Przedmieściu Toruńskim, w którym zaczęto budowę nowej Strzelnicy. W tym okresie posiadało ono 34 członków, a więc mniej niż w czasach staropolskich. W 1815 r. bractwo sprzedało Strzelnicę z powodu trudności finansowych oraz niejasnej sytuacji prawnej stowarzyszenia. Dopiero kiedy w 1821 r. rząd pruski uznał bydgoskie bractwo za korporację, któremu przysługiwało prawo do zakupu gruntu, można było uregulować sytuację własnościową. Wówczas nastąpiło uroczyste otwarcie strzelnicy. W 1824 r. władze nadały bractwu nowy statut. Organizację uważano odtąd za niemiecką, oddaną królowi pruskiemu, a wszyscy bracia zmuszeni zostali do noszenia mundurów. Nowością było wprowadzenie dwóch tarcz: dużej (królewskiej) i małej. W bractwie znajdowali się trzej oficerowie: kapitan i dwaj porucznicy oraz dwóch chorążych. Kolejne statuty opracowano w 1835 i 1838 r.
Bractwo bydgoskie na mocy rozporządzenia magistratu z 1834 roku musiało utworzyć w swoim gronie straż pożarną, liczącą początkowo 12 osób, która miała stawiać się w razie pożaru strzelnicy. Ostatecznie przekształciła się ona w 1845 roku w batalion strzelecki (swego rodzaju milicję miejską, niem. Stadtwehr), który regularnie odbywał ćwiczenia wojskowe w mundurach. Został on kilkakrotnie użyty, by zapewnić bezpieczeństwo w mieście, zwłaszcza gdy obawiano się wystąpień ludności polskiej, m.in. w latach 1848,1864, 1866 i 1870.
W dniu 9 kwietnia 1848 r. Wielkie Księstwo Poznańskie, w którego skład wchodziła rejencja bydgoska, przemianowano na pruską Prowincję Poznańską i włączono do Związku Niemieckiego. Bydgoskie bractwo kurkowe dołączyło zaś do Związku Krajowego Strzelców w Poczdamie. W 1852 r. obchodzono 200. rocznicę założenia bractwa, w której uczestniczyło 304 braci kurkowych, w tym 125 członków organizacji bydgoskiej oraz Fryderyk Wilhelm IV, który przybył do Bydgoszczy na otwarcie odcinka Kolei Wschodniej.
Bractwo kurkowe od dawna borykało się z trudnościami związanymi z utrzymaniem strzelnicy. Dopiero w 1865 r. sytuacja finansowa poprawiła się na tyle, że zakupiono parcelę przy ul. Toruńskiej 30, gdzie mieściła się jedna z wcześniejszych strzelnic. W 1867 r. ukończono budowę domu towarzyskiego z rozbudowanym zapleczem. Do budynku przylegał obszerny ogród, na którym zaplanowano teatr letni oraz obiekty małej architektury. Kompleks zbudowany latach 1866–1867 stanowił jedno z najokazalszych założeń rozrywkowych typu Établissement w Bydgoszczy. Wewnątrz mieściła się m.in. Sala Królewska udekorowana malowidłami, kotarami, figurami mitologicznymi oraz popiersiami członków rodziny królewskiej i dramaturgów Goethego i Schillera. Za budynkiem rozciągał się ogród tarasowy, ze strzelnicą urządzoną na sposób południowoniemiecki i wyposażoną w nowoczesne urządzenia. Otwarcie nowego gmachu powiązane było z wielkimi uroczystościami. W roku tym liczba członków bractwa wynosiła już 160.
Pod koniec XIX wieku Strzelnica Bractwa Kurkowego należała do najpopularniejszych w mieście kompleksów rozrywkowych. Odbywały się tutaj zjazdy śpiewacze, zabawy, bankiety, bale maskowe, koncerty, zebrania – także organizacji polskich (do 1900 r.) Na estradzie występowali znamienici artyści, m.in. w 1880 r. Hans von Bülow, w 1891 r. Eugen d’Albert i Teresa Carreno, w 1912 r. orkiestra z Meiningen pod dyrekcją Maxa von Regera. 13/14 października 1900 r. dom towarzyski Bractwa Strzeleckiego doszczętnie spłonął. W 1903 r. kompleks odbudowano z niewielkimi zmianami. W 1913 r. po 10-letnich kłopotach finansowych, bractwo odstąpiło strzelnicę miastu pod warunkiem, że będzie mogło wydzierżawiać poszczególne sale.
Liczba członków bractwa na początku XX wieku wynosiła 214; w tem tylko dwóch Polaków. Organizacja należała do rejencyjnego związku strzelców z siedzibą w Bydgoszczy. Jego celem było pielęgnowanie miłości i wierności wobec cesarza, króla i państwa niemieckiego oraz przyswajanie sobie umiejętności strzelania. Co roku odbywało się tzw. strzelanie związkowe, na które każde bractwo przysyłało swojego przedstawiciela.
W czasie I wojny światowej ustała praca organizacji. Wznowiono ją 28 lipca 1919 roku, jednak dążenia, ażeby pozostawić jej charakter niemiecki, przerwane zostały już w pierwszych latach po wyzwoleniu.

### Dwudziestolecie międzywojenne 1920–1939
Pierwsze walne zebranie bydgoskiego Bractwa Kurkowego w odrodzonej Polsce odbyło się w dniu 13 czerwca 1921 roku. Niemcy stanowili jeszcze większość, ale w miejsce długoletniego przewodniczącego (od 1901 r.) Hugo Mundnera, wybrano wiceprezydenta Bydgoszczy Tadeusza Chmielarskiego. W lipcu 1921 r. opracowano nowy statut, a przewodnictwo objął Józef Milchert. Bractwo liczyło wtedy 290 członków, w tym duży odsetek Niemców, których traktowano tolerancyjnie. Celem bractwa było ćwiczenie w używaniu broni palnej oraz pielęgnowanie świadomości i poczucia obowiązków obywatelskich i państwowych względem Rzeczypospolitej Polskiej. Zastrzeżono, że językiem urzędowym ma być odtąd język polski, a zarząd ma się składać wyłącznie z Polaków. Strzelania odbywały się raz w tygodniu w okresie od kwietnia do października. W pierwszych latach powojennej działalności stowarzyszenia dążono usilnie do jego spolszczenia. Na koniec 1921 roku bractwo liczyło 78 członków narodowości polskiej i 124 niemieckiej, zaś w 1923 roku 246 Polaków i 100 Niemców.
W 1923 roku zgodnie z uchwałą magistratu, każdorazowy król kurkowy miał spełniać funkcje reprezentacyjne na urzędowych przyjęciach i uroczystościach, lecz nie przyznano mu innych przywilejów. W tym roku odbyło się poświęcenie sztandaru oraz utworzono związek bractw pomorskich pod nazwą Pomorsko-Nadnotecki Związek Bractw Strzeleckich, włączony później do Zjednoczenia Kurkowych Bractw Strzeleckich Rzeczypospolitej Polskiej (okręgi: poznański, pomorski, bydgoski i śląski). W skład okręgu bydgoskiego wchodziło 20-39 bractw z terenu byłej rejencji bydgoskiej. Podkreślano, że głównym zadaniem bractw nie jest sport strzelecki, ale szerzenie ducha obywatelskiego i braterstwa.
W 1924 r. stowarzyszenie zarejestrowano pod nazwą Bractwa Strzeleckiego w liczbie 288 członków. Połowę z nich stanowili fabrykanci i kupcy, 42 – rzemieślnicy, a reszta rekrutowała się spośród dyrektorów, lekarzy, aptekarzy i prawników. Siedzibą stowarzyszenia w latach 1922–1938 była Strzelnica przy ul. Toruńskiej (choć nadal należała do miasta), po czym przeszła ona w ręce Towarzystwa Gimnastycznego „Sokół”.
Od 1925 r. bractwo kurkowe budowało nowoczesną strzelnicę na obszarze nadleśnictwa Jachcice, a w roku 1929 wydało nowy statut. Organizacja nosiła odtąd nazwę Kurkowe Bractwo Strzeleckie w Bydgoszczy. Władze stanowił zarząd i wydział. Istniała również rada honorowa, objęta obowiązkowo umundurowaniem. Zawody strzeleckie o godności dygnitarskie odbywały się co roku w okresie Zielonych Świąt. Walczono o godności króla kurkowego, I rycerza, II rycerza, porucznika, podporucznika i chorążego. Nagrodą dla króla kurkowego był historyczny łańcuch królewski, róg do prochu i order. Począwszy od końca lat 20. liczba członków zmniejszała się (1928 – 173, 1930 – 152, 1933 – 90, 1935 – 75), po czym od 1935 r. rosła (1936 – 79, 1937 – 97, 1939 – 144). W tym roku opracowano kolejny statut i zmieniono nazwę bractwa bydgoskiego na Kurkowe Bractwo Strzeleckie w Bydgoszczy założone w 1346 r.
Do tradycji należał doroczny pochód członków bractwa przez miasto ze sztandarami i orkiestrą. Bracia uczestniczyli także w oficjalnych uroczystościach, np. obchodach Święta 3 Maja, Narodowego Święta Niepodległości, czy też wizytach dostojników: Prezydenta RP Ignacego Mościckiego (1934), marszałka Rydza-Śmigłego (1936).
W maju 1939 roku odbyły się ostatnie uroczystości zielonoświąteczne bractwa. Wzięło w nich czynny udział 48 braci, zaś inni członkowie i ich rodziny uczestniczyli tylko w licznych imprezach kulturalnych towarzyszących strzelaniu królewskiemu. W związku z zagrożeniem ze strony III Rzeszy, w lipcu 1939 roku odbyło się ostre strzelanie z karabinów wojskowych w strzelnicy wojskowej. We wrześniu 1939 roku, kiedy Bydgoszcz zajęta została przez Niemców, bydgoskie bractwo kurkowe przestało istnieć.

### Okres okupacji niemieckiej 1939–1945
W czasie okupacji część członków bractwa kurkowego została zamordowana. Zginął m.in. Leon Barciszewski – członek honorowy i ostatni przedwojenny prezydent Bydgoszczy rozstrzelany 11 listopada 1939 roku. W strzelnicy wynajmowanej przez bractwo hitlerowcy urządzali imprezy i przyjmowali gości m.in. Alberta Forstera i Josepha Goebbelsa.

### Okres powojenny
Bracia kurkowi, którzy przetrwali II wojnę światową, chcieli wznowić jego działalność w 1945 roku. W nowej rzeczywistości politycznej stało się to niemożliwe. Władze miasta uznały bractwo za przeżytek, za stowarzyszenie o charakterze burżuazyjnym, które nie miało racji bytu w nowej kształtującej się wtedy rzeczywistości. 10 stycznia 1946 roku stowarzyszenie zostało oficjalnie zlikwidowane, a w historycznej Strzelnicy utworzono w 1955 roku Wojewódzki Dom Kultury, w którym dziś mieści się kinoteatr „Adria”.
Działalność Bractwa Kurkowego w Bydgoszczy wznowiono w 1995 r. Jego działalność stanowi cenne nawiązanie przypominające dawną kulturę mieszczańską.